# Ермоловское сельское поселение (Рязанская область)
Ермоловское се́льское поселе́ние — муниципальное образование в Касимовском районе Рязанской области Российской Федерации.
Административный центр — село Ермолово.

## История
Ермоловское сельское поселение образовано в 2004 г. из Ермоловского и Пустынского сельских округов.

## Население
| 2010 | 2012  | 2013 | 2014 | 2015 | 2016 | 2017 |
| ---- | ----- | ---- | ---- | ---- | ---- | ---- |
| 834  | ↗1012 | ↘993 | ↘975 | ↘935 | ↘899 | ↘879 |
| 2018 | 2019  | 2020 | 2021 |      |      |      |
| →879 | ↘864  | ↘846 | ↗880 |      |      |      |

## Состав сельского поселения
| №  | Населённый пункт | Тип населённого пункта       | Население |
| -- | ---------------- | ---------------------------- | --------- |
| 1  | Аксёново         | деревня                      | 23        |
| 2  | Ермолово         | село, административный центр | 218       |
| 3  | Инкино           | деревня                      | ↘277      |
| 4  | Квасьево         | село                         | 104       |
| 5  | Курмыш           | деревня                      | 44        |
| 6  | Назарово         | деревня                      | 36        |
| 7  | Пустынь          | село                         | 230       |
| 8  | Самышка          | деревня                      | 0         |
| 9  | Скобелево        | деревня                      | 65        |
| 10 | Урдово           | деревня                      | 37        |
| 11 | Холопово         | деревня                      | 19        |